# Кой (Арканзас)
Кой (англ. Coy) — місто (англ. town) в США, в окрузі Лоноук штату Арканзас. Населення — 87 осіб (2020).

## Географія
Кой розташований на висоті 66 метрів над рівнем моря за координатами 34°32′26″ пн. ш. 91°52′16″ зх. д. / 34.54056° пн. ш. 91.87111° зх. д. (34.540497, -91.871089). За даними Бюро перепису населення США в 2010 році місто мало площу 1,75 км², уся площа — суходіл.

## Демографія
Згідно з переписом 2010 року, у місті мешкало 96 осіб у 39 домогосподарствах у складі 29 родин. Густота населення становила 55 осіб/км². Було 55 помешкань (31/км²).
Расовий склад населення:
| - 70,8 % — білих - 25,0 % — чорних або афроамериканців - 1,0 % — корінних американців - 2,1 % — осіб інших рас |

До двох чи більше рас належало 1,0 %. Іспаномовні складали 14,6 % від усіх жителів.
За віковим діапазоном населення розподілялося таким чином: 24,0 % — особи молодші 18 років, 66,6 % — особи у віці 18—64 років, 9,4 % — особи у віці 65 років та старші. Медіана віку мешканця становила 43,3 року. На 100 осіб жіночої статі у місті припадало 113,3 чоловіків; на 100 жінок у віці від 18 років та старших — 108,6 чоловіків також старших 18 років.
За межею бідності перебувало 11,0 % осіб, у тому числі 0,0 % дітей у віці до 18 років та 0,0 % осіб у віці 65 років та старших.
Цивільне працевлаштоване населення становило 62 особи. Основні галузі зайнятості: освіта, охорона здоров'я та соціальна допомога — 25,8 %, сільське господарство, лісництво, риболовля — 25,8 %, транспорт — 12,9 %, науковці, спеціалісти, менеджери — 11,3 %.
За даними перепису населення 2000 року в Кої мешкало 116 осіб, 32 родини, налічувалося 46 домашніх господарств і 49 житлових будинків. Середня густота населення становила близько 68,2 осіб на один квадратний кілометр. Расовий склад Коя за даними перепису розподілився таким чином: 86,21 % білих, 13,79 % — чорних або афроамериканців. Іспаномовні склали 2,59 % від усіх жителів містечка.
З 46 домашніх господарств в 32,6 % — виховували дітей віком до 18 років, 60,9 % представляли собою подружні пари, які спільно проживали, в 8,7 % сімей жінки проживали без чоловіків, 28,3 % не мали сімей. 23,9 % від загального числа сімей на момент перепису жили самостійно, при цьому 10,9 % склали самотні літні люди у віці 65 років та старше. Середній розмір домашнього господарства склав 2,52 особи, а середній розмір родини — 2,94 особи.
Населення містечка за віковим діапазоном за даними перепису 2000 року розподілилося таким чином: 19,0 % — жителі молодше 18 років, 12,1 % — між 18 і 24 роками, 23,3 % — від 25 до 44 років, 28,4 % — від 45 до 64 років і 17,2 % — у віці 65 років та старше. Середній вік мешканця склав 42 роки. На кожні 100 жінок в Кої припадало 90,2 чоловіків, у віці від 18 років та старше — 91,8 чоловіків також старше 18 років.
Середній дохід на одне домашнє господарство в містечкі склав 26 406 доларів США, а середній дохід на одну сім'ю — 36 875 доларів. При цьому чоловіки мали середній дохід в 25 000 доларів США на рік проти 25 625 доларів середньорічного доходу у жінок. Дохід на душу населення в містечкі склав 12 819 доларів на рік. Всі родини Кой мали дохід, що перевищує рівень бідності, 6,0 % від усієї чисельності населення перебувало на момент перепису населення за межею бідності, при цьому 29,4 % з них були старше 64 років.